# Helianthemum aegyptiacum
Helianthemum aegyptiacum är en solvändeväxtart som först beskrevs av Carl von Linné, och fick sitt nu gällande namn av Philip Miller. Helianthemum aegyptiacum ingår i släktet solvändor, och familjen solvändeväxter. Inga underarter finns listade i Catalogue of Life.